# Nick Graham
Nick Graham (...) è un cantante, polistrumentista e compositore britannico.

## Biografia
Dal 1969 al 1970 fa parte della formazione originale del gruppo progressive Atomic Rooster, del quale è uno dei fondatori assieme a Vincent Crane e Carl Palmer e con cui scrive e registra il primo album Atomic Rooster, dove canta e suona basso e flauto. Dal 1970 entra a far parte degli Skin Alley, in cui rimarrà fino al 1974. Con questo gruppo scrive e registra tre album: To Pagham and Beyond, Two Quid Deal e Skintight. Nel 1974 è il bassista del gruppo spalla di Edwin Starr.
Nel 1977 forma gli Alibi assieme a Tony Knight, con ciò rimarrà fino al 1980. Con questo gruppo pubblica la canzone Friends, che diviene una hit nelle radio nel 1980. Tra il 1980 e il 1983 frequenta studi umanistici in musica e storia dell'arte all'Ealing College of Higher Education. Tra il 1983 e il 1984 frequenta l'Università di Reading, studiando educazione musicale. Durante l'estate del 1985 è in tournée con The Explorer, con Phil Manzanera e Andy Mackay, nei quali sona pianoforte e synth, la tournée viene registrata nel CD/DVD Explorers Live at Camden Palace.
Nel 1986 Nick Graham inizia a scrivere canzoni per altri artisti con vari co-autori. Sua è The Flame dei Cheap Trick, scritta assieme a Bob Mitchell e arrivata al n. 1 della Billboard Top 100 nel 1988. Sua anche Remember My Name degli House of Lords, che raggiunge la posizione numero 72 nella Top 100 nel 1990. Nel 1992 suona con David Jackson. Tra il 1992 e il 1995 con Jess Roden e The Humans. Fa parte della Reduced Shakespeare Company. Nel 2003 suona con il gruppo di Jim Capaldi.

## Discografia

### Con gli Atomic Rooster
Album in studio
- 1970 - Atomic Rooster
- 2017 - Sleeping For Years (The Studio Recordings 1970-1974)

### Con gli Skin Alley
Album in studio
- 1970 - To Pagham and Beyond
- 1972 - Two Quid Deal?
- 1973 - Skintight

### Con gli Alibi
Album in studio
- 1980 - Friends